# 戴维·贾尔斯
戴维·贾尔斯（英語：David Giles，1964年11月27日—），澳大利亚男子帆船运动员。他曾代表澳大利亚参加1992年、1996年、2000年和2004年夏季奥林匹克运动会帆船比赛，其中1996年奥运会获得一枚铜牌。